# 中亚阿魏
中亚阿魏（学名：Ferula jaeschkeana）是伞形科阿魏属的植物。分布在阿富汗、俄罗斯、印度、巴基斯坦以及中国大陆的西藏等地，生长于海拔3,600米的地区，多生在高山草坡，目前尚未由人工引种栽培。